# نادي إشبيلية لكرة السلة
نادي ريال بيتيس لكرة السلة (بالإسبانية: Real Betis Baloncesto)‏ هو فريق كرة سلة إسباني تأسس في 2018 يقع في إشبيلية، منطقة أندلوسيا. يلعب في ليغا أيه سي بي.

## وصلات خارجية
- الموقع الإلكتروني